# 北海道道704号崎守停车场线
北海道道704号崎守停车场线（日语：北海道道704号崎守停車場線）是一条位于北海道室蘭市的普通道级道路（北海道道）。

## 道路概况
- 起点：北海道室蘭市崎守町（JR北海道 崎守站）
- 終点：北海道室蘭市崎守町
- 总距离：0.9千米

## 经过的自治体
- 胆振综合振兴局
  - 室蘭市

## 主要连接道路
- 国道37号（终点）

## 历史
- 1971年（昭和46年）3月31日 - 路線勘定（北海道告示第1000号）